# Eva Pedraza
Eva Pedraza   (Còrdova, 23 de març de 1971) és una model, actriu, presentadora, política i empresària espanyola.

## Biografia
Creix en el barri de Fàtima, de Còrdova sent la sisena de nou germans.
Comença a estudiar en l'Institut Blas Infante. L'any 1988 i amb només 17 anys es presenta al concurs de Miss Còrdova, guanyant-lo el 18 d'agost, i cinc setmanes després, el de Miss Espanya, el 23 de setembre. Inicialment, Eva, anava a representar a Espanya, al certamen, Miss Europa 1988, però al no realitzar-se, va passar directament a fer-ho en Miss Univers 1989, a Cancun, (Mèxic), però finalment no va poder classificar-se entre les semifinalistes del certamen.
Instal·lada a Madrid durant el primer any, comença a treballar en televisió en programes reeixits de les grans cadenes de l'època com ¡Ay, qué calor!, El precio justo o El peor programa de la semana.
En 1994 aconsegueix el seu primer paper en la sèrie Qué loca peluquería a partir d'aquí estudia Art Dramàtic.
Arran de l'embaràs del seu primer fill, comença a treballar amb Juan y Medio i José Luis Moreno.
Posteriorment treballaria en altres sèries com Hermanos de leche, Rocío, casi madre, Arrayán o Tierra de lobos, ja amb residència a Còrdova.
En 1998, 2000 i 2004, condueix les Campanades de Canal Sur Televisión, acompanyada per Rafael Cremades Morales (des de la Plaça Corredera de Còrdova); Juan Carlos Roldán Galisteo (des de la Plaça de las Tendillas de Còrdova) i Miguel Ángel Sánchez Blázquez (des de la Plaça de las Tendillas de Còrdova), respectivament.
Mare de dos nens d'una parella anterior, Adrián i Claudia; el 9 d'abril de 2011 es casa amb l'actor Miguel de Miguel en una cerimònia civil celebrada a l'Alcázar de los Reyes Cristianos
El març de 2012, Eva Pedraza i Miguel de Miguel es converteixen en pares d'un nen anomenat Miguel.
El 2017, afronta la seva quarta retransmissió de les Campanades de Canal Sur Televisión, acompanyada en aquesta ocasió per Manuel Díaz, «El Cordovès» des de la Plaça de las Tendillas de Còrdova.
L'any 2019, va tornar a Canal Sur Televisión, per a copresentar el programa La tarde aquí y ahora, primer amb Juan y Medio des del dijous 4 al divendres 12 de juliol i després amb Rafael Cremades des del dilluns 15 de juliol al divendres 2 d'agost.
Des del dissabte 23 de novembre de 2019, col·labora al programa Mi gran noche de Canal Sur Televisión, presentat per Jota Abril, on hi col·laboren entre altres: Tomás García, Comandante Lara, Álex O'Dogherty, Santi Rodríguez, Vivy Lin, Dani Rovira, Nacho Lozano, David Navarro, Charlie Geer i Natalia Roig.

## Política
En abril de 2011 es coneix la seva entrada en política local de la mà de José Antonio Nieto integrant-se en les llistes municipals del Partit Popular per a la ciutat de Còrdova en el número 18.
Encara que ja li va ser proposada pel candidat popular l'any 2007, no és fins a abril de 2011 quan fa el pas de la seva integració en les llistes.
Va ser assessora a l'Ajuntament de Còrdova des de juny de 2011 fins a maig de 2012 quan entra a formar part de l'equip de govern de la ciutat com a Regidora de la Delegació de Dona i Igualtat.
En maig de 2013 dimiteix del càrrec, passant a ser assessora del grup municipal del PP fins maig de 2015.